# Jakub Dembiński
Jakub Dembiński (Jakub z Dębna, Szczekocin) herbu Odrowąż (ur. 1427, zm. 15 stycznia 1490) – kasztelan krakowski, kanclerz wielki koronny. Pochodził z rycerskiego rodu Odrowążów pieczętujących się herbem Odrowąż.

## Życiorys
W latach 1448–1460 był podczaszym krakowskim, w latach 1457–1459 cześnikiem koronnym. W 1460 występuje w źródłach jako kasztelan małogoski, a w latach 1460–1468 jako podskarbi wielki koronny. Kanclerzem królestwa został w 1469 i był nim do 1473. W latach 1473–1478 wojewoda sandomierski. Kasztelanem krakowskim był od 1478 do 1490. Zgromadził ponadto liczne starostwa: był starostą bieckim i sandomierskim 1462–1479, przedeckim 1463–1471, oświęcimskim 1467–1473 i krakowskim 1463–1490. W czasie wojny trzynastoletniej walczył pod Chojnicami (1454), Gniewem (1457) i Wałczem (1460). Brał udział w wielu misjach dyplomatycznych na Węgry, do Czech i Rzymu. Był architektem polityki Kazimierza Jagiellończyka wobec południowych sąsiadów Polski. W latach 1473–1474 stał na straży południowo-zachodnich granic królestwa od strony Górnego Śląska.
Był gwarantem pokoju toruńskiego 1466 roku. Jakub z Dębna oprócz krótkiego udziału w zmaganiach Wojny trzynastoletniej odgrywał znaczną rolę w polityce Kazimierza Jagiellończyka wobec Czech i Węgier. W niespokojnych latach 70. XV w. Jakub stał w związku z tym na straży porządku u południowych granic państwa. W 1477 roku dowodził on wyprawą, mającą na celu ukrócenie konszachtów Mikołaja Komorowskiego herbu Korczak z królem Węgier Maciejem Korwinem. Jak podaje Długosz: „Jakub Dębieński, przygotowawszy wojsko z własnych i najemnych żołnierzy i obległszy wspomniane zamki, zdobywa je w ciągu siedmiu tygodni, bijąc w nie z najcięższych dział”. Po zdobyciu zamek w Barwałdzie został zniszczony, a Żywiec doszczętnie spalono. Zamek w Szaflarach zaś otrzymał Marek, syn Ratolda, „ponieważ miał na nim zapisane przez króla pieniądze”.

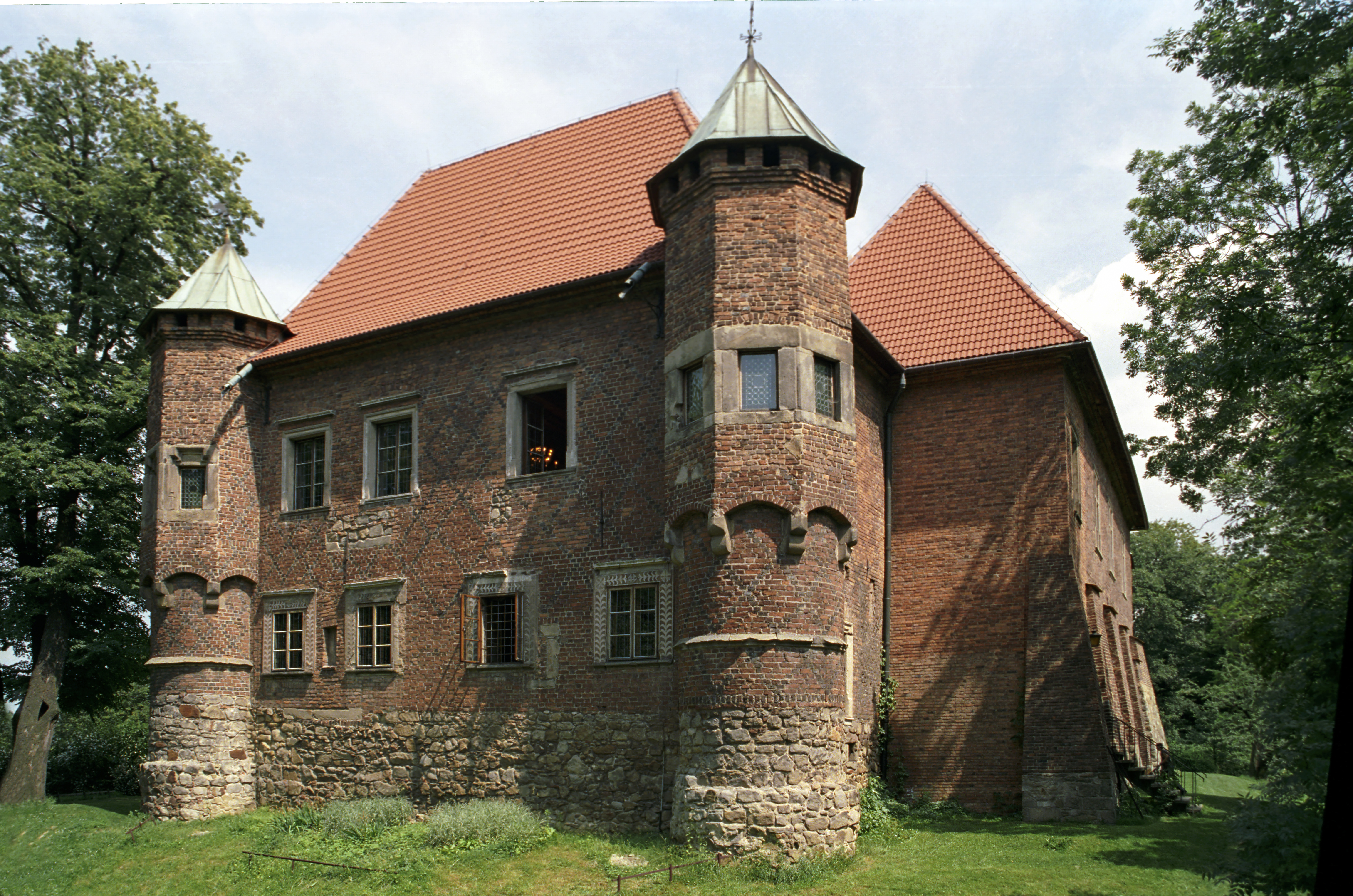
Zamek w Dębnie

Z fundacji Jakuba z Dębna wzniesiono w Dębnie kościół św. Małgorzaty (w latach 1470–1504) oraz zamek rycerski (w latach 1470–1480). Szymon Starowolski w swym dziele Sarmatiae Bellatores (pełna nazwa polska: Wojownicy sarmaccy, czyli pochwały mężów słynących męstwem wojennym w pamięci naszej lub naszych pradziadów) z roku 1631 tak o nim pisał ...był poważny, stanowczy, surowy, a często pełen miłosierdzia. Miał bardzo rzadką właściwość: przystępność nie umniejszała jego powagi, a surowośc miłości. Umarł w podeszłym wieku: szczątki jego przewieziono do Krakowa, by złożyć w grobie ojca, i tam odbył się pogrzeb. Przyjaciele płaczem i okrzykami okazywali swój ból. Ozdóbmy jego grób napisem: Tu spoczywa starosta krakowski Jakub z Dębna, najpierw podskarbi, potem kanclerz wielki Korony Polskiej. Mąż ów umiał sprostać wszystkim obowiązkom, jakie mu życie wskazywało. Gardził bogactwem, wytrwały był w dobrym, stały, nie znający bojaźni. Całe życie spędził prowadząc wojny i biorąc udział w rządach Rzecząpospolitą. Najpierw zdobył sławę zwycięstwem pod Wałczem i poselstwami, jakie odbywał dla Ojczyzny. W podeszłym wieku uległ wyrokom losu. Zostawił niezwykle rzadki przykład senatorskiej roztropności.